# Nephrotoma nigrocentralis
Nephrotoma nigrocentralis är en tvåvingeart som beskrevs av Alexander 1938. Nephrotoma nigrocentralis ingår i släktet Nephrotoma och familjen storharkrankar. Inga underarter finns listade i Catalogue of Life.